# Platyxanthoides
Platyxanthoides is een geslacht van kevers uit de familie bladkevers (Chrysomelidae).
De wetenschappelijke naam van het geslacht werd in 1933 gepubliceerd door Laboissiere.

## Soorten
- Platyxanthoides insularis (Gressitt & Kimoto, 1963)
- Platyxanthoides magenta (Gressitt & Kimoto, 1963)
- Platyxanthoides variceps Laboissiere, 1933